# エレカシ 自選作品集
「エレカシ 自選作品集」（エレカシ じせんさくひんしゅう）はエレファントカシマシのベスト・アルバム。
2009年9月16日にソニー・ミュージックダイレクト、ポニーキャニオン、EMIミュージック・ジャパンの3社から同時発売された。

## 概要
日比谷野外音楽堂ライブ20周年を記念してリリースされた企画盤で、選曲はすべて宮本が担当。全曲リマスタリングが施されている。
EPIC在籍時の曲を集めた「EPIC 創世記」（エピック そうせいき）、ポニーキャニオン在籍時の曲を集めた「PONY CANYON 浪漫記」（ポニーキャニオン ろまんき）、EMI在籍時の曲を集めた「EMI 胎動記」（イーエムアイ たいどうき）の3作が同時発売。他にライブDVD「桜の花舞い上がる武道館」も同日発売された。
初回生産仕様はスリーブケース。また、それぞれのCDには、各時代の秘蔵フォトによるミニポスターを封入。

## 収録曲
各曲の詳細は各リンクを参照のこと。

### EPIC 創世記

#### DISC 1
1. ファイティングマン
アルバム『THE ELEPHANT KASHIMASHI』収録
2. おはよう こんにちは
3rdシングル曲
アルバム『THE ELEPHANT KASHIMASHI II』収録
3. デーデ
1stシングル曲
アルバム『THE ELEPHANT KASHIMASHI』収録
4. 浮雲男
4thシングル曲
アルバム『浮世の夢』収録
5. 月と歩いた
アルバム『浮世の夢』収録
6. おれのともだち
アルバム『エレファントカシマシ5』収録
7. シャララ
アルバム『エレファントカシマシ5』収録
8. 奴隷天国
7thシングル曲
アルバム『奴隷天国』収録
9. 偶成
アルバム『生活』収録
10. 太陽ギラギラ
アルバム『THE ELEPHANT KASHIMASHI II』収録
11. 珍奇男
アルバム『浮世の夢』収録
12. ふわふわ
2ndシングル曲
13. やさしさ
アルバム『THE ELEPHANT KASHIMASHI』収録
14. 涙
アルバム『東京の空』収録
15. 優しい川
アルバム『THE ELEPHANT KASHIMASHI II』収録
16. 花男
アルバム『THE ELEPHANT KASHIMASHI』収録

#### DISC 2
1. この世は最高!
9thシングル曲
アルバム『東京の空』収録
2. 夢のちまた
アルバム『浮世の夢』収録
3. 男は行く
5thシングル曲
アルバム『生活』収録
4. お前の夢を見た（ふられた男）
アルバム『エレファントカシマシ5』収録
5. 東京の空
アルバム『東京の空』収録
6. 遁生
アルバム『生活』収録
7. 曙光
6thシングル曲
アルバム『エレファントカシマシ5』収録
8. 男餓鬼道空っ風
アルバム『東京の空』収録
9. 石橋たたいて八十年
ベスト『sweet memory〜エレカシ青春セレクション〜（初回盤）』収録。
10. 寒き夜
アルバム『奴隷天国』収録
11. 晩秋の一夜
アルバム『生活』収録
12. 待つ男
アルバム『THE ELEPHANT KASHIMASHI II』収録

### PONY CANYON 浪漫記
1. 悲しみの果て
10thシングル曲
アルバム『ココロに花を』収録
2. 戦う男
14thシングル曲
アルバム『明日に向かって走れ-月夜の歌-』収録
3. 孤独な旅人
11thシングル曲
アルバム『ココロに花を』収録
4. 四月の風
アルバム『ココロに花を』収録
5. Baby自転車
アルバム『ココロに花を』収録
6. せいので飛び出せ!
アルバム『明日に向かって走れ-月夜の歌-』収録
7. 赤い薔薇
アルバム『明日に向かって走れ-月夜の歌-』収録
8. 月夜の散歩
アルバム『明日に向かって走れ-月夜の歌-』収録
9. おまえとふたりきり
アルバム『愛と夢』収録
10. 真夏の星空は少しブルー
アルバム『愛と夢』収録
11. ヒトコイシクテ、アイヲモトメテ
アルバム『愛と夢』収録
12. きみの面影だけ
作詞・作曲・編曲：宮本浩次
未発表曲
13. お前と突っ走る
アルバム『ココロに花を』収録
14. 風に吹かれて
アルバム『明日に向かって走れ-月夜の歌-』収録
15. 昔の侍
アルバム『明日に向かって走れ-月夜の歌-』収録
16. OH YEAH!（ココロに花を）
アルバム『ココロに花を』収録
17. 今宵の月のように
アルバム『明日に向かって走れ-月夜の歌-』収録

### EMI 胎動記

#### DISC 1
1. ガストロンジャー
22ndシングル曲
アルバム『good morning』収録
2. 俺の道
29thシングル曲
アルバム『俺の道』収録
3. 歴史
アルバム『扉』収録
4. 未来の生命体
ミニアルバム『DEAD OR ALIVE』収録
5. 平成理想主義
アルバム『風』収録
6. 精神暗黒街
アルバム『good morning』収録
7. かくれんぼ
アルバム『ライフ』収録
8. 部屋
アルバム『ライフ』収録
9. 夜と朝のあいだに…
アルバム『風』収録
10. DJ in my life
アルバム『風』収録
11. 季節はずれの男
アルバム『俺の道』収録
12. 風
アルバム『風』収録
13. あなたのやさしさをオレは何に例えよう
28thシングル曲
アルバム『ライフ』収録
14. 化ケモノ青年
32ndシングル曲
アルバム『扉』収録
15. Ladies and Gentleman
アルバム『good morning』収録
16. コール アンド レスポンス
24thシングル曲
アルバム『good morning』収録

#### DISC 2
1. 地元のダンナ
アルバム『町を見下ろす丘』収録
2. ハロー人生!!
30thシングル曲
アルバム『俺の道』収録
3. パワー・イン・ザ・ワールド
アルバム『扉』収録
4. DEAD OR ALIVE
ミニアルバム『DEAD OR ALIVE』収録
5. 流れ星のやうな人生
アルバム『町を見下ろす丘』収録
6. 友達がいるのさ
33rdシングル曲
アルバム『風』収録
7. 今をかきならせ
アルバム『町を見下ろす丘』収録
8. 生命賛歌
31stシングル曲
アルバム『俺の道』収録
9. 地元の朝
アルバム『扉』収録
10. so many people
23rdシングル曲
アルバム『good morning』収録
11. ハロー New York!
27thシングル『普通の日々』カップリング曲
アルバム初収録
12. イージー
アルバム『扉』収録
13. シグナル
アルバム『町を見下ろす丘』収録
14. 武蔵野
23rdシングル曲『コール アンド レスポンス』カップリング曲であるが、
本作にはアルバム『good morning』バージョンで収録
15. I don't know たゆまずに
アルバム『町を見下ろす丘』収録